# Turtmanntal

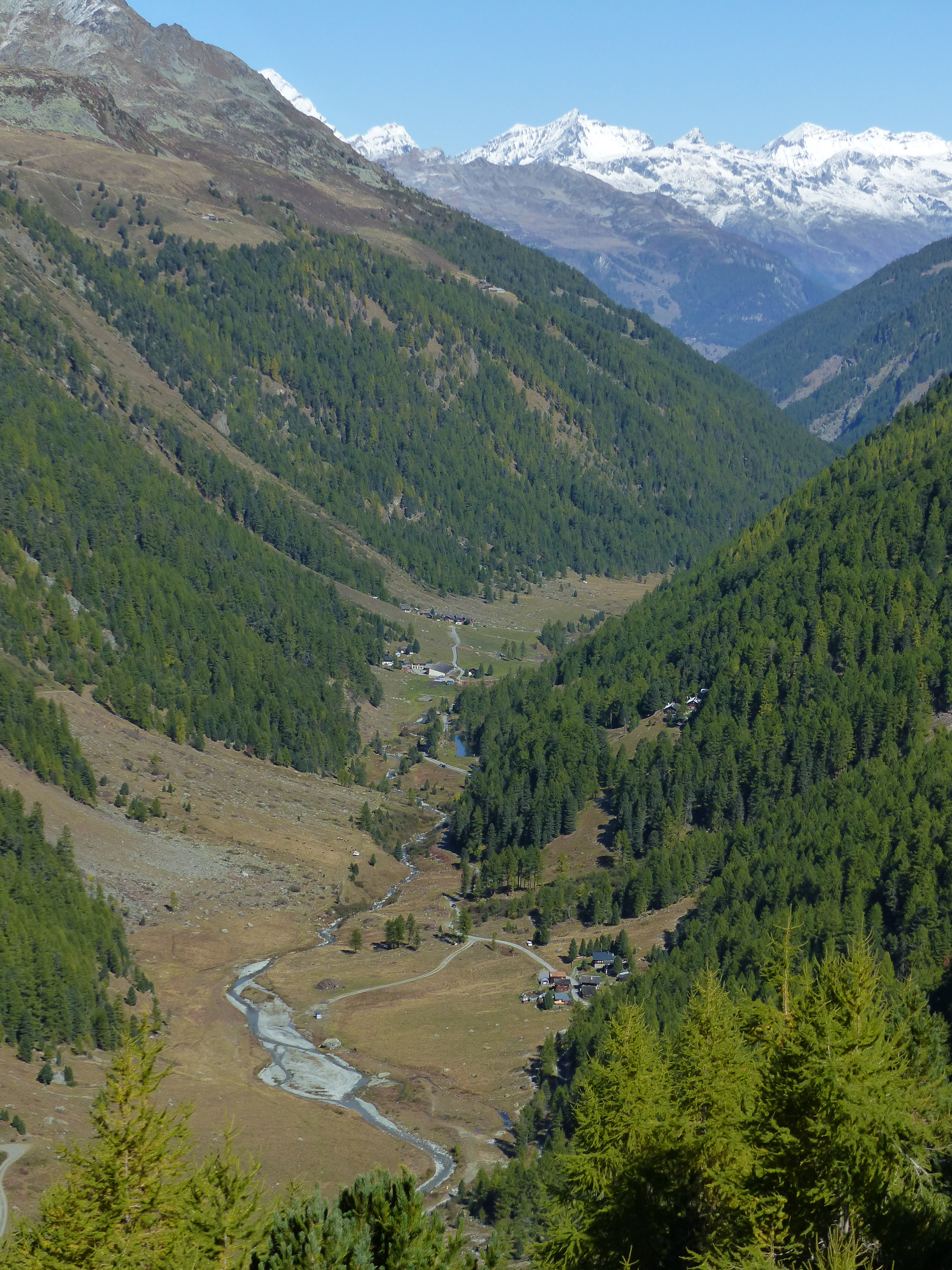
Blick von der Kapelle Holustei über das Turtmanntal nach Norden zum Rhonetal

Das Turtmanntal (walliserdeutsch Turtmaatelli, französisch Val de Tourtemagne oder Vallée de Tourtemagne) im Oberwallis ist eines der kürzeren (und daher steilsten) der langen, südwärts gegen den Alpenhauptkamm ziehenden Seitentäler des Rhonetals.

## Geographie
Das Turtmanntal liegt zwischen dem Val d’Anniviers oder deutsch "Eifischtal" im Westen (mit Verbindung u. a. über den Meidpass) und dem Mattertal (mit Verbindung über den Augstbordpass) und dem Ginals oder auch Ginanztal bei der Gemeinde Unterbäch im Osten. Es ist das westlichste der deutschsprachigen Täler im Wallis südlich der Rhone. Es nimmt seinen Ursprung allerdings weiter nördlich als seine Nachbartäler und ist weniger tief eingegraben als diese. Der Talboden liegt bis über seinem mittleren Teil höher als im Mattertal und im Val d’Anniviers, um dann zum Walliser Haupttal umso steiler abzufallen. Aus diesem Grunde ist das Turtmanntal auch nur im Sommer zu Alp- und Ferienzwecken bewohnt. Der Zugang über die Talstrasse verläuft wegen dieser geographischen Gegebenheiten auch nicht durch den schluchtförmigen Talausgang, sondern erst in einiger Höhe über die am Hang des Rhonetals gelegenen Bergdörfer Unterems, Oberems und Ergisch.
Politisch gehört das Turtmanntal zu den drei Gemeinden Ergisch, Turtmann-Unterems und Oberems. Zwischen den Gemeinden Turtmann und Oberems bestand ein jahrhundertealter Streit über den genauen Grenzverlauf. Dieser wurde erst am 22. Dezember 2004 durch ein Urteil des Bundesgerichtes endgültig festgelegt.
Das Turtmanntal mit dem Turtmanngletscher weist eine sehr naturnahe, intakte Alpenflora und -fauna auf. Es hat überdies eine der höchsten Waldgrenzen in Europa bis teilweise auf über 2200 m ü. M.
Das Tal entwässert über den Wildbach Turtmänna, die dem Turtmanngletscher entspringt. An der Mündung der namengebenden Turtmänna in die Rhone liegt der Ort Turtmann (französisch Tourtemagne) (analog: Vispertal (-täler)/Visp/(Matter- und Saaser-) Vispa; Baltschiedertal/Baltschieder usw.).

## Bewirtschaftung
Im ganzen Tal verteilt befinden sich kleinere Häusergruppen, auch Stafel genannt. Diese dienten bis Mitte der 1970er Jahre den Bauern dazu, ihr Vieh zu sömmern. Die meisten Stafel sind dabei aufgeteilt in einen unteren, mittleren und oberen Stafel. Im Frühjahr zogen die Bauern dabei mit ihrem Vieh zuerst vom Heimatort in die Voralpen, umgangssprachlich auch Weiden genannt, dann in den unteren Stafel, dann in den mittleren Stafel und im Hochsommer auf den oberen Stafel. Anschliessend wieder rückwärts, bis man im Spätherbst mit dem Vieh wieder im Heimatort war.
Die meisten Ställe und Alphütten dieser Stafel sind heute zu Ferienhäuschen, auch Chalets genannt, umgebaut. Dabei ist zu beachten, dass im gesamten Turtmanntal ein Bauverbot herrscht, es dürfen also keine neuen Häuser mehr aufgestellt werden, sondern unter rigorosen Vorschriften nur bestehende umgebaut werden. Von der Bergstation der Seilbahn Turtmann–Oberems besteht in der Sommersaison eine Busverbindung des Busbetriebs Oberems-Gruben  nach Gruben/Meiden im hinteren Turtmanntal.
Die historische Anzahl der Stafel im Turtmanntal, die im althergebrachten Stil als so genannte Geteilschaften bestanden, ist umstritten. Tatsache ist, dass im Jahr 1973 im Rahmen einer Bodenverbesserung (Melioration) insgesamt 17 Geteilschaften zu der heute noch bestehenden Alpgenossenschaft Turtmanntal zusammengeschlossen wurden. Es sind dies Niggelingu, Grindji, Tschafel, Pletschu, Goli, Rotigu, Simmigu, Jännigu, Gruben, Meiden, Blüematt, Gigi, Brändji, Hungerli, Bitzu, Sänntum und Spycherli. Auch dies geschah nicht ohne Nebenwirkungen: Die Alpgeteilschaft Gigi wehrte sich vor dem Kantonsgericht Wallis gegen die Zwangseingliederung in die Alpgenossenschaft Turtmanntal mit dem Argument, dass sie eine reine Privatalpe sei, hatte jedoch mit dieser Klage keinen Erfolg.
Die Alpgenossenschaft Turtmanntal ist seither alleinige Bewirtschafterin der beweidbaren Flächen im Turtmanntal. Zu diesem Zweck wurden insgesamt vier grosse Ställe mit Melkanlagen gebaut: Im Talgrund in Rotigu Unterstafel und in Blüematt Unterstafel, oberhalb der Waldgrenze in Jännigu Oberstafel und im Chalten Berg (=Blüematt Oberstafel).

## Tourismus
Es wird ein sanfter Tourismus betrieben. Im ganzen Tal befinden sich dazu einige Restaurants und Beherbungsbetriebe, wie z. B. das Hotel Schwarzhorn in Gruben. Bis dorthin gelangt man im Sommer auch mit einem Bus. Der südlichste und höchste ist die Turtmannhütte des Schweizerischen Alpenclubs, einer beliebten Zwischenstation zum höchsten für Nicht-Alpinisten erwanderbaren Berggipfel der Schweiz, dem Üssers Barrhorn (3610 m ü. M.). Unterhalb dieser Hütte befindet sich zudem die Staumauer des Turtmannsees.
Die 17. und 18. Etappe des Alpenpässe-Wegs (nationale Route 6) queren das Tal von Ost (Augstbordpass) nach West (Meidpass) über Gruben (Übernachtungsstation). Auf der Ostseite verläuft sie im unteren Teil zusammen mit dem Turtmanntaler Aussichtsweg (lokale Route 185).